# André Forker
André Forker (Dresde, RDA, 31 de julio de 1979) es un deportista alemán que compitió en luge. Ganó una medalla de plata en el Campeonato Europeo de Luge de 2006, en la prueba doble.

## Palmarés internacional
| Campeonato Europeo | Campeonato Europeo    | Campeonato Europeo | Campeonato Europeo |
| Año                | Lugar                 | Medalla            | Prueba             |
| ------------------ | --------------------- | ------------------ | ------------------ |
| 2006               | Winterberg (Alemania) | Medalla de plata   | Doble              |